# Dornier Do 335
El Dornier Do 335 Pfeil (fletxa, en alemany), o també anomenat Ameisenbär (ós formiguer), fou un avió de caça pesant de la Segona Guerra Mundial construït per la companyia alemanya Dornier.

## Història
Els orígens de la configuració de propulsió emprada en el Dornier Do 335 es remunten a la Primera Guerra Mundial, quan l'enginyer i fundador de la companyia aèria Dornier, Claude Dornier va dissenyar diversos hidroavions amb hèlixs accionades a distància i, més tard, a causa de problemes amb els eixos de transmissió amb motors situats en tàndem. Aquests motors van ésser utilitzats en la major part pels hidroavions polimotors de Dornier, incloent el Dornier Do J Wal o el Dornier Do X.
Hi hagué molts avantatges en aquest disseny sobre el sistema més tradicional de posar un motor a cada ala, la potència era més important amb el nou sistema de dos motors a l'àrea frontal a un sistema d'un sol motor, el que va permetre un major rendiment. També mantingué el pes de les centrals elèctriques bessones prop de, o en, la línia central aeronau, l'augment de la velocitat de balanceig en comparació amb el doble motor tradicional. I, a més a més, un sol error del motor no conduïa a una gran empenta asimètrica, i, de manera que el pla era més fàcil de manejar. També va incloure un complet conjunt de superfícies de cua cruciforme al disseny de fuselatge posterior de l'aeronau, amb un conjunt d'aleta de timó vertical al ventre de l'avió per a projectar cap avall des l'extrem posterior del fuselatge, amb la finalitat de protegir l'hèlix posterior de un atac de terra accidental durant l'enlairament.
L'any 1939, la companyia Dornier estava ocupada treballant en el projecte del bombarder d'alta velocitat P.59, que va comptar amb la disposició del motor tàndem. El 1940, es va encarregar un avió de prova, el model de l'estructura de l'avió fou com una les primeres versions del Dornier Do 17, però només era el 40% de la mida del bombarder més gran, sense cossos aerodinàmics de cap tipus als panells de les ales, equipat amb un tren d'aterratge tricicle retràctil per a validar el seu concepte de girar l'hèlix d'empenta del darrere amb un motor situat lluny d'aquesta, i usant un eix de transmissió tubular llarga. Aquest avió no va mostrar dificultats imprevistes amb aquest acord, però el treball en el P.59 va ser detingut a principis de 1940, quan Hermann Göring va ordenar la cancel·lació de molts d'aquests projectes.

## Especificacions

Plànols d'un Dornier Do 335 A-0.

### Característiques generals
- Tripulació: 1, el pilot.
- Longitud: 13,85 m
- Envergadura: 13,8 m
- Altura: 4,55 m
- Superfície alar: 55 m²
- Pes buit: 5.210 kg
- Pes màxim a l'enlairament: 8.590 kg
- Planta motriu: 2 × Motor V12 invertit Daimler-Benz DB 603A.
- Potència: 1.287 kW (1.750 CV) cadascun.
- Hèlix: 1 × Tripala per motor.

### Rendiment
- Velocitat màxima operativa (Vno): 765 km/h
- Radi d'acció: 1.160 km (a mitja càrrega)
- Sostre de vol: 11.400 m
- Càrrega major: 156,18 kg/m²

### Armament
- 1 × Canó MK 103 de calibre 30 mm en l'eix de l'hèlix davantera (motorkanone)
- 2 × Canons MG 151 de 20 mm
- 1.000 kg de bombes.